# Anne Nivat
Anne Nivat (Poisy, 18 de junio de 1969) es una periodista y corresponsal de guerra francesa que ha cubierto conflictos en Chechenia, Irak y Afganistán. Es conocida por realizar entrevistas y retratos a civiles y mujeres en sus experiencias durante conflictos bélicos.

## Trayectoria
Nivat es ciudadana francesa y creció en Haute-Savoie, cerca de la frontera con Suiza y Ginebra. Su padre es Georges Nivat, historiador de Rusia y traductor de Alexander Solzhenitsyn. Aprendió ruso con su madre. Reside en París y también ha vivido en Moscú. Completó un doctorado en ciencias políticas después de estudiar en el Instituto de Estudios Políticos de París. Más tarde, se especializó en política rusa y, en su primer libro, escribió sobre los medios de comunicación rusos durante el período de la glásnost en la Unión Soviética, la disolución del país y sus consecuencias hasta 1995. Después de una estancia en la Universidad de Harvard con el Centro Davis para Estudios Rusos y Eurasiáticos (1997-1998), viajó a Rusia.
Comenzó su carrera periodística en Radio Free Europe/Radio Liberty y la revista Transitions en Praga, donde trabajó durante tres años entre 1995 y 1997, incluyendo un período bajo la dirección de Michael Kaufman, corresponsal extranjero y editor del periódico The New York Times, mientras él disfrutaba una ausencia temporal.
Como periodista, Nivat es sobre todo conocida por su cobertura desde Chechenia entre 1999 y 2000, trabajando para Ouest-France y como corresponsal especial para Libération. Nivat viajó a Moscú en septiembre de 1999, y cuando el ejército ruso invadió Chechenia, solicitó acceso como periodista, pero se le negó. Logró acceder a la zona de guerra al viajar ataviada como una mujer chechena y cubrió el conflicto de manera independiente sorteando el control ruso. Pasó en Chechenia un total de cuatro meses, mezclándose con la población local y escribiendo reportajes sobre el conflicto a pesar de la prohibición a periodistas, hasta que fue detenida por el Servicio Federal de Seguridad ruso y expulsada.
La propia Nivat incluye entre sus influencias al periodista polaco Ryszard Kapuściński, a quien conoció antes de su muerte, y el conocido periodista italiano Curzio Malaparte.
En 2001, Nivat escribió la biografía de Louisette Ighilahriz, exmiembro del Frente de Liberación Nacional (FLN) de Argelia, en el libro Algérienne, que fue un éxito de ventas desde el momento de su publicación. Desde 2004, ha trabajado para Le Point y también ha escrito para Le Soir, Le Nouvel Observateur y el HuffPost francés. Su trabajo periodístico en inglés ha aparecido en USA Today, U.S. News & World Report, The Washington Post, The New York Times y Nieman Reports. Para The New York Times, escribió un artículo titulado "Life in the 'red zone'", sobre sus experiencias como corresponsal de guerra en Irak. También ha escrito sobre Afganistán comparando a los soldados canadienses que la invitaron a su campamento y los civiles con los que interactuaron.
En 2012, su visado ruso fue anulado y ella fue expulsada de nuevo poco después tras realizar una entrevista con la oposición rusa antes de las elecciones presidenciales. Días más tarde, el oficial de inmigración fue despedido y el embajador ruso se disculpó e invitó a Nivat a regresar a Rusia. Su relato fue publicado por The New York Times.

## Publicaciones
- Quand les médias russes ont pris la parole : de la glasnost à la liberté d'expression, 1985-1995, L'Harmattan, 1997
- Chienne de guerre : une femme reporter en Tchétchénie, Fayard, 2000 (prix Albert-Londres), Le Livre de Poche (The Pocket Book), 2001.
- Algérienne, with Louisette Ighilahriz, Fayard, 2001
- La Maison haute, Fayard, 2002, Le Livre de Poche (The Pocket Book), 2003
- La guerre qui n'aura pas eu lieu, Fayard, 2004
- Lendemains de guerre en Afghanistan et en Irak, 2004 (prix littéraire de l'armée de terre - Erwan Bergot), Le Livre de Poche, 2005
- Islamistes, comment ils nous voient, 2006, Le Livre de Poche (The Pocket Book), 2010
- Par les monts et les plaines d'Asie Centrale, Fayard, 2006
- Bagdad Zone rouge, Fayard, 2008
- Correspondante de guerre, (con Daphné Collignon), publicado por Reporters sans frontières, Soleil, Paris, 2009, ISBN 978-2-302-00565-5
- Les Brouillards de la guerre, Fayard, 2011
- La République juive de Staline, Fayard 2013
- Dans Quelle France On Vit, Fayard 2017
- Un continent derrière Poutine ?", Broché 2018

## Reconocimientos
En 2000, Anne Nivat fue galardonada con el prestigioso Premio Albert Londres por su libro "Chienne de Guerre: A Woman Reporter Behind the Lines of the War in Chechnya".Además, recibió el tercer premio del Programa de Premios Internacionales de Periodismo SAIS-Novartis por el mismo reportaje.En 2004, ganó el premio literario Erwan Bergot por su libro "Lendemains de guerre".

## Obra
- Chienne de Guerre: A Woman Reporter Behind the Lines of the War in Chechnya. PublicAffairs, 2001.
- The View from the Vysotka : A Portrait of Russia Today Through One of Moscow's Most Famous Addresses, 2004.
- The Black Widows: Chechen Women Join the Fight for Independence—and Allah. Studies in Conflict and Terrorism 28, 5 (2005): 413–419.
- The Wake of War: Encounters with the People of Iraq and Afghanistan. Beacon Press, 2006.